# Tipula (Nobilotipula) collaris
Tipula (Nobilotipula) collaris is een tweevleugelige uit de familie langpootmuggen (Tipulidae). De soort komt voor in het Nearctisch gebied.